# Lassajaure
Lassajaure är en sjö i Gällivare kommun i Lappland och ingår i Kalixälvens huvudavrinningsområde. Sjön har en area på 0,105 kvadratkilometer och ligger 825,3 meter över havet. Lassajaure ligger i Torne och Kalix älvsystem Natura 2000-område.

## Delavrinningsområde
Lassajaure ingår i det delavrinningsområde (753086-160459) som SMHI kallar för Ovan 752365-160506. Medelhöjden är 930 meter över havet och ytan är 67,85 kvadratkilometer. Räknas de 12 avrinningsområdena uppströms in blir den ackumulerade arean 276,83 kvadratkilometer. Avrinningsområdets utflöde Kalixälven (Kaitumälven) mynnar i havet. Avrinningsområdet består mestadels av kalfjäll (98 procent). Avrinningsområdet har 1,32 kvadratkilometer vattenytor vilket ger det en sjöprocent på 1,9 procent.